# Гинтер Нецер
Гинтер Теодор Нецер (14. септембар 1944, Менхенгладбах) је бивши немачки фудбалер који је играо на позицији везног играча.

## Клупска каријера
У омладинском узрасту Гинтер Нецер је био у ФК Менхенгладбаху, а онда је са 19 година отишао у Борусију Менхенгладбах. Борусија Менхенгладбах је тада играла у другом нивоу немачког фудбала, а Нецер је помогао да 1965. године клуб уђе у Бундеслигу. Нецер је за Борусију играо до 1973, која је у тој ери била ривал са Бајерн Минхеном. За Борусију су тада поред Нецера играли и Берти Фогтс, Јуп Хајнкес, Херберт Вимер и други. Са Борусијом Нецер је освојио 2 узастопне титуле у Бундеслиги (1969/70. и 1970/71.) и један Куп Немачке (1973). У финалном мечу тог купа против Келна Нецер је био резервни играч. Резултат је био 1:1 и утакмица је отишла у продужетке, где је већ у 91. минуту на сопствено инсистирање заменио Кристијана Кулика. Три минута касније је након дуплог паса постигао победоносни гол за Борусију и победу од 2:1. Након Борусије Нецер прелази у Реал Мадрид, са којим осваја по 2 пута Примеру и Куп Шпаније. Након Реал Мадрида Нецер прелази у Грасхопер где завршава каријеру.
Након завршетка каријере постао је спортски директор ХСВ-а, где је провео 8 година. За тих 8 година ХСВ је освојио 3 Бундеслиге и један Куп шампиона, што је један од најуспешнијих периода у историји ХСВ-а.

## Репрезентативна каријера
Нецер је дебитовао за репрезентацију Немачке 9. октобра 1965. против Аустрије. Био је један од кључних играча када је Немачка освојила Европско првенство 1972, док је на Светском првенству 1974. када је Немачка освојила титулу углавном био на клупи за резерве и играо је само 21 минут у утакмици против Источне Немачке. За репрезентацију је играо до 1975. године, укупно је одиграо 37 утакмица и постигао 6 голова.

## Трофеји
Борусија Менхенгладбах
- Бундеслига Немачке: 1969/70, 1970/71
- Куп Немачке: 1972/73

Реал Мадрид
- Примера: 1974/75, 1975/76
- Куп Шпаније: 1973/74, 1974/75

Западна Немачка
- Европско првенство: 1972
- Светско првенство: 1974

Индивидуални
- Фудбалер године у Немачкој: 1972, 1973
- Део тима Европског првенства: 1972[2]